# Hegsanhalli, Raichur
Hegsanhalli là một làng thuộc tehsil Raichur, huyện Raichur, bang Karnataka, Ấn Độ.